# 乾元 (日本)
乾元（1302年十一月二十一日—1303年八月五日）是日本的年號之一。這個時代的天皇是後二條天皇，由後宇多上皇實施院政。鎌倉幕府征夷大將軍為久明親王、執權為北條師時。

## 改元
- 正安四年十一月二十一日（1302年12月10日）改元乾元
- 乾元二年八月五日（1303年9月16日）改元嘉元

## 出處
出處來自『易經』中「大哉乾元、萬物資始、乃統天」。

## 紀年和曆對照表
表格中各月的干支即為各月的第1日，「大」表示該月有30日，「小」表示該月有29日，「閏月」表格中的中文數字表示該年為閏某月（比如「四己丑」裡有中文數字「四」，即表示該行所在年份有閏四月），各月初一底下的數字表示對應的西曆日期。
| 西元   | 干支 | 紀年     | 正月   | 二月   | 三月   | 四月   | 五月   | 六月   | 七月   | 八月   | 九月 | 十月 | 十一月 | 十二月 | 閏月     |
| ------ | ---- | -------- | ------ | ------ | ------ | ------ | ------ | ------ | ------ | ------ | ---- | ---- | ------ | ------ | -------- |
| 1302年 | 壬寅 | 乾元元年 |        |        |        |        |        |        |        |        |      |      | 庚寅大 | 庚申大 |          |
| 1302年 | 壬寅 | 乾元元年 |        |        |        |        |        |        |        |        |      |      | 11/20  | 12/20  |          |
| 1303年 | 癸卯 | 乾元二年 | 庚寅大 | 庚申小 | 己丑大 | 己未大 | 戊午小 | 丁亥大 | 丁巳小 | 丙戌大 |      |      |        |        | 四己丑小 |
| 1303年 | 癸卯 | 乾元二年 | 1/19   | 2/18   | 3/19   | 4/18   | 6/16   | 7/15   | 8/14   | 9/12   |      |      |        |        | 5/18     |

## 同期存在的其他政權年號
- 中國
  - 大德（1297年－1307年）：元朝—元成宗鐵穆爾之年號
- 越南
  - 興隆（1293年－1314年）：陳朝—陳英宗陳烇年号